# 인천부광초등학교
인천부광초등학교는 대한민국 인천광역시 부평구 부개동에 있는 공립 초등학교이다.

## 학교 연혁
- 1984년 3월 1일 인천부광초등학교 개교(14학급)
- 1988년 2월 15일 제1회 졸업식(253명)
- 1998년 3월 1일 병설유치원 설립(1개학급)
- 2016년 3월 1일 20학급 편성 운영 (일반 18학급, 특수 2학급)
- 2016년 9월 1일 제11대 임숙영 교장 취임
- 2017년 2월 20일 제30회 졸업장 수여식(남:33명, 여:32명, 계:65명 누계6259명)

## 참고 자료
- 인천부광초등학교 - 한국교육학술정보원 학교알리미